# Kaszás Attila (labdarúgó)
Kaszás Attila (szerb cirill betűkkel: Атила Касаш, Atila Kasaš; Óbecse, 1968. szeptember 21. –) vajdasági magyar labdarúgó, csatár.

## Pályafutása

### Játékosként
Kaszás az 1985–86-os idényben mutatkozott be a jugoszláv élvonalbeli Vojvodina csapatában, ahol öt bajnoki mérkőzésen lépett pályára. 1989 és 1994 között szülővárosában a Bečej csapatában futballozott, amellyel 1991-ben a harmadosztályban, 1992-ben pedig a jugoszláv másodosztályban lett bajnok és feljutott az élvonalba. 1994 és 1995 között tizenegy mérkőzésen lépett pályára a spanyol élvonalbeli Logroñésben. 1996 őszén hét mérkőzésen szerepelt a magyar élvonalban a BVSC-Zugló csapatában, ahol egy gólt szerzett; 1996. szeptember 18-án a Ferencváros ellen volt eredményes. 1997-ben visszatért a Bečej csapatához.

## Sikerei, díjai
- Bečej
  - Jugoszláv másodosztály bajnoka: 1991–92
  - Jugoszláv harmadosztály bajnoka: 1990–91